# Pipin III. Krátký
Pipin III. Krátký také Pipin Mladší (714 Lutych – 24. září 768 Saint-Denis) byl v letech 751–768 první franský král z rodu Karlovců. Byl synem merovejského majordoma Karla Martela a otcem císaře Karla Velikého.

## Otcovské dědictví
Těsně před svojí smrtí roku 741 rozdělil Pipinův otec Karel Martel, faktický vládce franské říše, merovejské království na dvě sféry vlivu pro své syny. Starší Karloman získal Austrasii, Alemanii a Durynsko, mladší Pipin Neustrii, Burgundsko a Provence. Nejdříve ovšem bratři museli uhájit své dědictví před nevlastním bratrem Grifem, kterého nechali zavřít do kláštera. Aby jejich mocenský vzestup příliš nedráždil okolí, dosadili na trůn loutkového panovníka z rodu Merovejců Childericha III. Ten měl jejich správcovství dodat punc oficiality. Spolupráce obou bratří byla ukončena Karlomanovým odchodem do kláštera a předání moci nad jeho zemí Pipinovi. O tom, nakolik byla bratrská soudržnost pevná a zda byl Karlomanův odchod do kláštera dobrovolný, se nedochovaly žádné zdroje.

## Franským králem
Pipin byl majordomem paláce franského krále Childericha III., ale již fakticky vládl. Childerich měl pouze titul krále, ale jeho moc byla zanedbatelná. Pipin se rozhodl získat i samotný titul krále a tak papeži Zachariáši adresoval sugestivní otázku: Pokud jde o krále Franků, kteří již nemají královskou moc... je takový stav věcí správný? Papež odpověděl, že takový stav věcí není správný. Za těchto okolností byla faktická moc považována za důležitější než de jure autorita.
Po tomto rozhodnutí byl trůn prohlášen za prázdný. Childerich III. byl sesazen a uvězněn v klášteře. Byl posledním králem z rodu Merovejovců. Pipin byl poté zvolen shromážděním franských šlechticů za krále Franků. Nejstarší zprávou o jeho zvolení a pomazání je Clausula de Pippino z roku 767. Mezitím Grifo pokračoval ve své vzpouře, ale nakonec byl v roce 753 zabit v bitvě u Saint-Jean-de-Maurienne.
Pipinovi byl nápomocen jeho přítel svatý Virgil, irský mnich, který pravděpodobně používal kopii „Collectio canonum Hibernensis“ (irská sbírka kanonického práva) k tomu, aby Pipin získal královské pomazání, čímž by byl uznán za krále. Poprvé byl pomazán v roce 751 v Soissons. V roce 754 přicestoval papež Štěpán II. do Paříže, protože v Itálii byl ohrožován Langobardy. Pipin aby získal na své moci odcestoval také do Paříže a v bazilice Saint-Denis se nechal podruhé pomazat v honosném obřadu a nechal si udělit další titul patricius Romanorum (patricij Římanů) a je první zaznamenanou korunovací vládce papežem. Vzhledem k tomu, že průměrná délka života byla v té době krátká, chtěl si Pipin pojistit rodinnou kontinuitu a tak papež také pomazal Pipinovy syny, Karla později známého jako Karla Velikého, kterému bylo 12 let a Karlomana I., kterému byly 3 roky.
Na oplátku v letech 755–756 Pipin Langobardy v severní Itálii porazil a znovudosadil papeže. Daroval mu také rozsáhlá území ve střední Itálii, která se stala základem papežského státu (Pipinova donace)
Před svou smrtí rozdělil říši mezi své dva syny Karla a Karlomana. Zemřel 24. září 768 v Paříži. Pohřben je v bazilice Saint-Denis.

## Hrdina chansons de geste
Jako literární postava vystupuje král Pipin ve francouzském středověkém hrdinském eposu (tzv. chanson de geste) Berta s velkýma nohama (asi 1275). Píseň vypráví o příchodu manželky krále Pipina a matky Karla Velikého Berty z Uher ke franskému dvoru. V Pipinově době se rovněž odehrává lotrinská píseň Garin le Lorrain (konec 12. století) líčící barbarskou feudální válku mezi dvěma velkými šlechtickými rody – lotrinským a bordeauxským.